# Manfred Deckert
Manfred Deckert, né le 31 mars 1961 à Halle, est un sauteur à ski est-allemand.

## Biographie
Il est le frère d'Alf-Gerd Deckert, fondeur de haut niveau.
Après des débuts internationaux aux Championnats du monde junior en 1978, il découvre la Coupe du monde lors de la Tournée des quatre tremplins 1979-1980. C'est dans cette tournée, qu'il monte sur ses premiers podiums deux ans plus tard d'abord à Oberstdorf (2e), puis avec une victoire à Innsbruck, qui contribue à son sacre final sur la Tournée des quatre tremplins.
Lors des Jeux olympiques d'hiver de 1980, il remporte la médaille d'argent sur le tremplin à égalité avec Hirokazu Yagi. Il prend part aussi à deux Championnats du monde lors des éditions 1982 et 1985, gagnant la médaille de bronze en 1985 dans la compétition par équipes. Après 1985, sa seule compétition majeure est la Tournée des quatre tremplins 1987-1988.
Au niveau national, il gagne quatre titres individuels de champion de RDA en 1979, 1983, 1984 et 1987.
Après sa carrière sportive, il devient professeur d'éducation physique et maire d'Auerbach. Il dirige le club VSV Klingenthal, dont il était membre en tant qu'athlète sous le nom SC Dynamo.

## Palmarès

### Jeux olympiques
| Épreuve / Édition | Lake Placid 1980 |
| Petit tremplin    | Argent           |
| Grand tremplin    | 20e              |

### Championnats du monde
| Épreuve / Édition | Oslo 1982 | Seefeld 1985 |
| Petit tremplin    | 8e        | 4e           |
| Grand tremplin    | 45e       | 12e          |
| Par équipes       | 4e        | Bronze       |

### Championnats du monde de vol à ski
| Épreuve / Édition | Harrachov 1983 |
| Individuel        | 11e            |

### Coupe du monde
- Meilleur classement général : 11e en 1982.
- Vainqueur de la Tournée des quatre tremplins en 1981-1982.
- 3 podiums individuels : 1 victoire et 2 deuxièmes places.

#### Classements généraux
| Compétition/Année | Compétition/Année | Coupe du monde | Tournée des 4 tremplins |
| ----------------- | ----------------- | -------------- | ----------------------- |
| Compétition/Année | Compétition/Année | Class.         | Class.                  |
| 1980              | 1980              | 45e            | 13e                     |
| 1981              | 1981              | 49e            | 41e                     |
| 1982              | 1982              | 12e            | 1er                     |
| 1983              | 1983              | 49e            | -                       |
| 1984              | 1984              | 52e            | 28e                     |
| 1985              | 1985              | 31e            | 12e                     |
| 1988              | 1988              | -              | 48e                     |

#### Victoire individuelle
| Année | Lieu                 |
| 1982  | Innsbruck (Autriche) |